# 親衛隊第31師
親衛隊第31志願擲彈兵師（德語：31. SS-Freiwilligen-Grenadier-Division）是納粹德國武裝親衛隊的一個步兵師，由捷克籍德意志裔人志願者與被徵召者組成。1945年5月和5月6日開始撤退到捷克斯洛伐克，於柯尼希格雷茨（今赫拉德茨-克拉洛韋）向蘇軍投降。